# Kaita, Vederlax
Kaita är en ö i Finland.   Den ligger i kommunen Vederlax i  landskapet Kymmenedalen, i den södra delen av landet, 160 km öster om huvudstaden Helsingfors.
Terrängen på Kaita är mycket platt.  I omgivningarna runt Kaita växer i huvudsak blandskog.